# 소콜 치칼레시
소콜 치칼레시(알바니아어: Sokol Cikalleshi, 1990년 7월 27일 ~ )는 알바니아의 축구 선수로 현재 터키 쉬페르리그의 코니아스포르에서 공격수로 뛰고 있다.

## 축구인 경력

### 클럽 경력
2007년 고향 카바여를 연고지로 한 베사 카바여에서 프로 무대에 데뷔하였다. 2012년 여름엔 인천 유나이티드로 임대 이적하며 처음으로 해외 무대를 밟았다. 인천에서 리그 6경기에 출전한 후 원 소속팀으로 복귀하였다.
2013-14 시즌 쿠커시를 리그 준우승으로 이끌고 본인은 득점 랭킹 2위에 등극하는 활약을 펼쳤고, 이 활약을 바탕으로 크로아티아의 RNK 스플리트로 이적하였다. 스플리트에서 주전 공격수로 활약하며 32경기에 출전하여 10골을 성공시키면서 해외 클럽들의 러브콜을 받았고 시즌 종료 후 이스탄불 바샥셰히르로 이적하였다.

### 국가대표 경력
2013-14 시즌 리그에서의 좋은 활약을 바탕으로 2014년 알바니아 국가대표팀에 소집되었고 같은 해 5월 31일 루마니아와의 A매치에서 국가대표팀 데뷔전을 치렀다.
UEFA 유로 2016에 출전하는 알바니아 대표팀 최종 명단에 포함되었다.